# Johns Hopkins Blue Jays

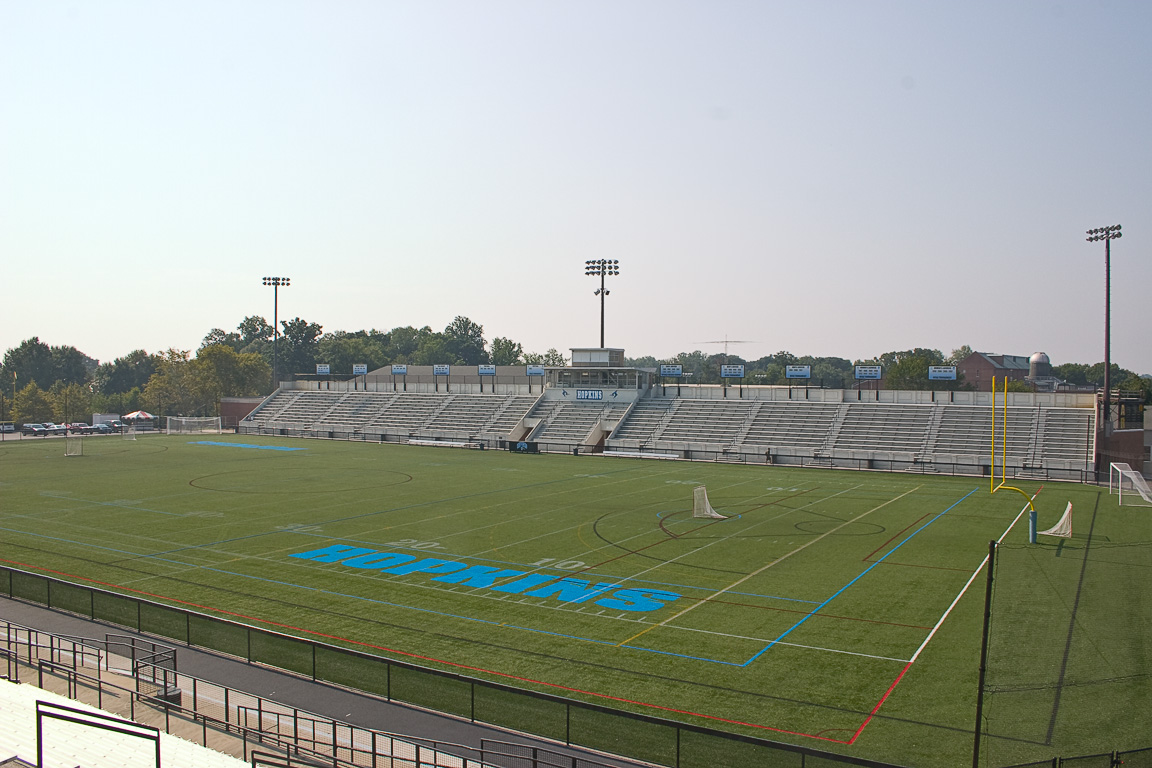
Homewood Field.

Johns Hopkins Blue Jays (español: Arrendajos azules de Johns Hopkins, Azulejos de Johns Hopkins) es el nombre de los equipos deportivos de la Universidad Johns Hopkins, situada en Baltimore Maryland. Los Blue Jays participan en las competiciones universitarias organizadas por la NCAA, y forman parte de la Centennial Conference de la División III de la NCAA en todos los deportes, excepto en lacrosse disciplina en la que compiten en División I de la NCAA. 
Sus colores son el azul claro y el negro.

## Equipos
Los Blue Jays tienen 22 equipos oficiales, 12 masculinos y 10 femeninos:
| Masculino: - Baloncesto - Campo a través - Esgrima - Fútbol - Tenis - Lacrosse - Natación - Atletismo - Béisbol - Fútbol americano - Waterpolo - Lucha Libre | Femenino: - Baloncesto - Campo a través - Esgrima - Fútbol - Tenis - Lacrosse - Natación - Atletismo - Voleibol - Hockey sobre hierba |

## Lacrosse

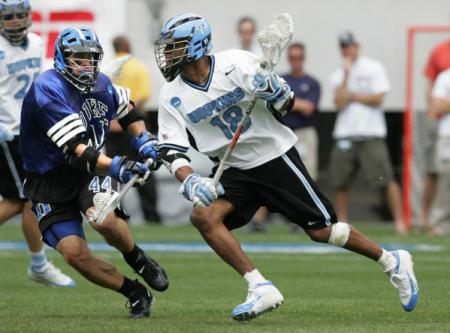
Partido de lacrosse masculino.

El equipo masculino de lacrosse tiene 9 títulos nacionales en División I de la NCAA (2007, 2005, 1987, 1985, 1984, 1980, 1979, 1978 y 1974). 